# Elmschenhagen
Elmschenhagen ist ein Stadtteil im Südosten von Kiel. Elmschenhagen hat rund 17.000 Einwohner und ist damit nach Mettenhof und der Wik der nach Einwohnern drittgrößte Kieler Stadtteil. Der Stadtteil befindet sich am Rande der Holsteinischen Schweiz und ist von drei Seen (Wellsee, Langsee und Tröndelsee) umgeben.

## Geschichte
Elmschenhagen wurde 1286 erstmals urkundlich im Bocholtschen Register des Preetzer Klosters erwähnt. Das von Konrad Bocholt veranlasste Register enthält die Namen der Pröpste und eine Liste der zur Grund- und Gerichtsherrschaft des Klosters gehörenden Dörfer und deren Abgaben. In dem Register heißt es, dass Kroog (damalige Schreibweise: Croch) zu Abgaben von Geld und Naturalien sowie zu Dienstleistungen an das Kloster verpflichtet sei. Weiterhin wird Elmschenhagen als Elvershagen, Elvereshagen und Elverßhagen bezeichnet. In einer älteren Liste von Besitztümern des Klosters aus dem Jahre 1224 taucht der Ort jedoch nicht auf. Es wird daher angenommen, dass Elmschenhagen zwischen 1224 und 1286 gegründet wurde. Der heutige Name wurde zum ersten Mal 1705 verwendet.
Erste Spuren der Besiedelung sind jedoch wesentlich älter. Es wurden Stein- und Erdhügel aus vorchristlicher Zeit in der Gegend gefunden, die vermutlich als Gräber gedient haben.
Ursprünglich gehörte Elmschenhagen zum Kirchspiel Ellerbek. Zwischen 1316 und 1327 muss dann die Maria-Magdalenen-Kirche in Elmschenhagen errichtet worden sein. Diese erste Kirche in Elmschenhagen blieb bis 1855 bestehen. 1865 wurde sie durch den heute noch genutzten Neubau an gleicher Stelle ersetzt.
Im Umfeld der Stadt Kiel verlor Elmschenhagen nach 1900 seinen bäuerlichen Charakter. Hatte der Ort 1841 noch 300 Einwohner (mit Kroog und Neuwühren), so waren es 1900 bereits 724. Viele Bauern verkauften ihr Land und ermöglichten so den Bau neuer Häuser. 1922 erhielt Elmschenhagen ein Rathaus in der Straße Ausbau, heute Jettkorn. Heute dient das Gebäude als Kindergarten.
Bei der Reichstagswahl März 1933 stimmten 37,6 % für die NSDAP, 5,8 % für die DNVP, 40,1 % für die SPD und 15,2 % für die KPD bei einer Wahlbeteiligung von 94,3 %. Während die linken Parteien SPD und KPD im Rest von Schleswig-Holstein kaum Stimmen erringen konnten, haben sie in Elmschenhagen zusammengenommen sogar die Mehrheit der Stimmen erhalten.
Durch Beschluss des Oberpräsidenten der Provinz Schleswig-Holstein vom 22. Dezember 1938 wurde Elmschenhagen mit Wirkung vom 1. April 1939 aus dem Kreis Plön in die Stadt Kiel eingegliedert. Die Einwohnerzahl betrug damals 6.300. Im Jahr 1939 entstanden als Gartenstadt Elmschenhagen die Zeilenbau-Reihenhaussiedlungen auf beiden Seiten der Preetzer Chaussee nach Plänen der Brüder Hermann und Paul Frank. Dort sollten Werftarbeiter und Angehörige der Kriegsmarine untergebracht werden. Durch die neuen Wohngebiete stieg die Einwohnerzahl weiter. 1949 war Elmschenhagen mit 22.000 Einwohnern der größte Stadtteil Kiels.

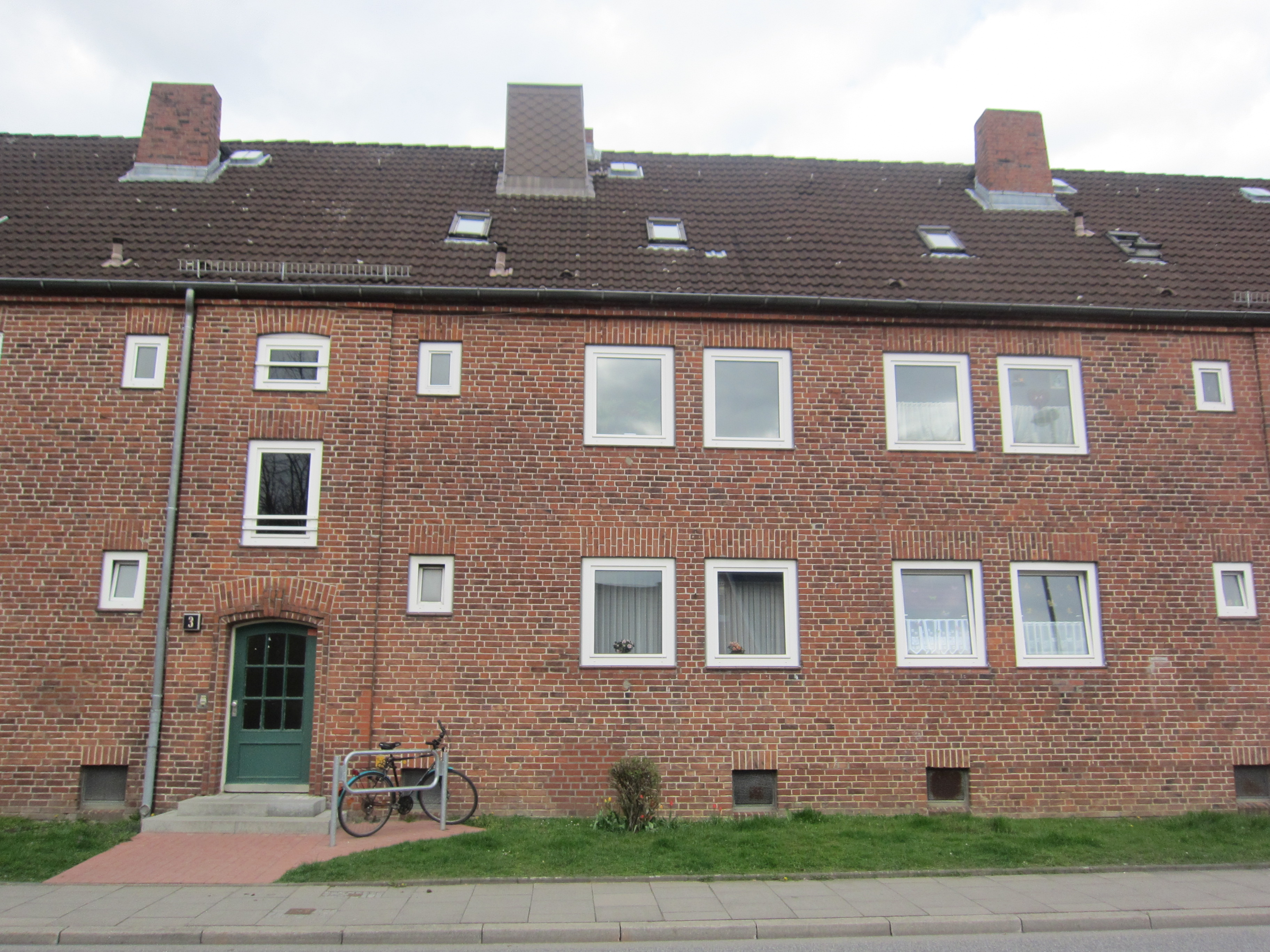
Typisches Reihenhaus in Elmschenhagen-Süd

## Herkunft des Namens
Während die Endung „-hagen“ für ein eingezäuntes Gebiet steht, ist die Herkunft des ersten Namensteils nicht eindeutig. Vermutet wird, dass das ursprüngliche „Elvers“ auf Ellern hinwies. Unterstützt wird diese Theorie dadurch, dass das Gebiet zwischen Wellsee und Langsee ursprünglich ein Sumpfgebiet war und Ellern meist in wasserreichen Umgebungen wachsen. Eine weitere Erklärung für den Namen wäre die Existenz einer Person namens Elvert. Diese kann heute jedoch nicht mehr belegt werden.
Als widerlegt gilt die – in der ersten Hälfte des 20. Jahrhunderts beliebte – Theorie, der Name stamme vom Elch. Weder gibt es Hinweise auf eine Verwendung des Namens Elchhagen, noch ist wahrscheinlich, dass Elche in der Gegend gelebt haben. Bei Ausgrabungen wurden bisher keine Teile von Elchgeweih oder -knochen gefunden.

## Nachbarstadtteile und Verkehr
Durch den Stadtteil Elmschenhagen führen abschnittsweise auf derselben Trasse die Bundesstraßen 76/202 Richtung Preetz, Plön, Eutin und Lübeck bzw. Lütjenburg, Oldenburg und Puttgarden auf Fehmarn. Durch diese Bundesstraße mit der Bezeichnung „Preetzer Chaussee“ ist Elmschenhagen in Elmschenhagen-Nord und Elmschenhagen-Süd getrennt; die Bundesstraße hatte bis in die 1950er/1960er Jahre mit beidseitigem altem, hohem Baumbestand ortsbildenden Alleecharakter. In jenen Jahren wurden die Stadtteilgebiete Elmschenhagen-Nord (bis Toweddern), Elmschenhagen-Süd und Kroog über elektrifizierte Oberleitungsbusse erschlossen. Wegen zunehmend stärkeren Verkehrsaufkommens in den 1960er Jahren aus den östlichen Einzugsgebieten um Preetz und Plön wurde die stadtteilprägende Allee abgeholzt und vierspurig ausgebaut. Diese Maßnahme ersetzte zwar in Höhe des Bebelplatzes die lediglich fußläufige Unterführung in Nord-Süd-Richtung nunmehr durch eine direkte Verbindung für den Fahrverkehr, bildet jedoch seither zugleich optisch und an anderen Stellen für den Fußgängerverkehr eine trennende und unüberwindliche Barriere.
Die Bahnstrecke Kiel–Lübeck kann teilweise als Orientierung zur Abgrenzung von Elmschenhagen zu Kroog angesehen werden. Kroog gehört offiziell zwar zu Elmschenhagen, wird von vielen, besonders älteren Einwohnern jedoch als eigener Stadtteil betrachtet; erst ein Pastor der Krooger Stephanus-Kirche hat durchgesetzt, dass in einem Hinweisschild die Richtung nach Kroog gewiesen wird. Der frühere Elmschenhagener Ortsbahnhof an der Bahnstrecke Kiel–Lübeck war seit den 1980er Jahren geschlossen, wird aber seit dem 13. Juni 2010 wieder stündlich bedient. In den 1950er Jahren wurde Kroog nur im Süden durch die Elmschenhagener Allee erschlossen, die die Bahnlinie am Ortsbahnhof kreuzt und durch Am Wellsee fortgeführt wird. Im Zuge des weiteren Siedlungsausbaus in Elmschenhagen-Süd wurde die Allgäuer Straße bis zur Marienbader Straße verlängert, und Kroog wurde an einer zweiten Stelle, nämlich durch den Bahnübergang Sonthofener Straße – Berchtesgadener Straße mit Elmschenhagen verbunden. Ein weiterer Siedlungskomplex mit dem Namen Krooger Kamp entstand Ende der 1970er Jahre durch die östliche Verlängerung der Franzensbader Straße über die Marienbader Straße hinaus auf ehemaligen Feldern und Weiden zwischen der Marienbader Straße und der Sonthofener Straße.

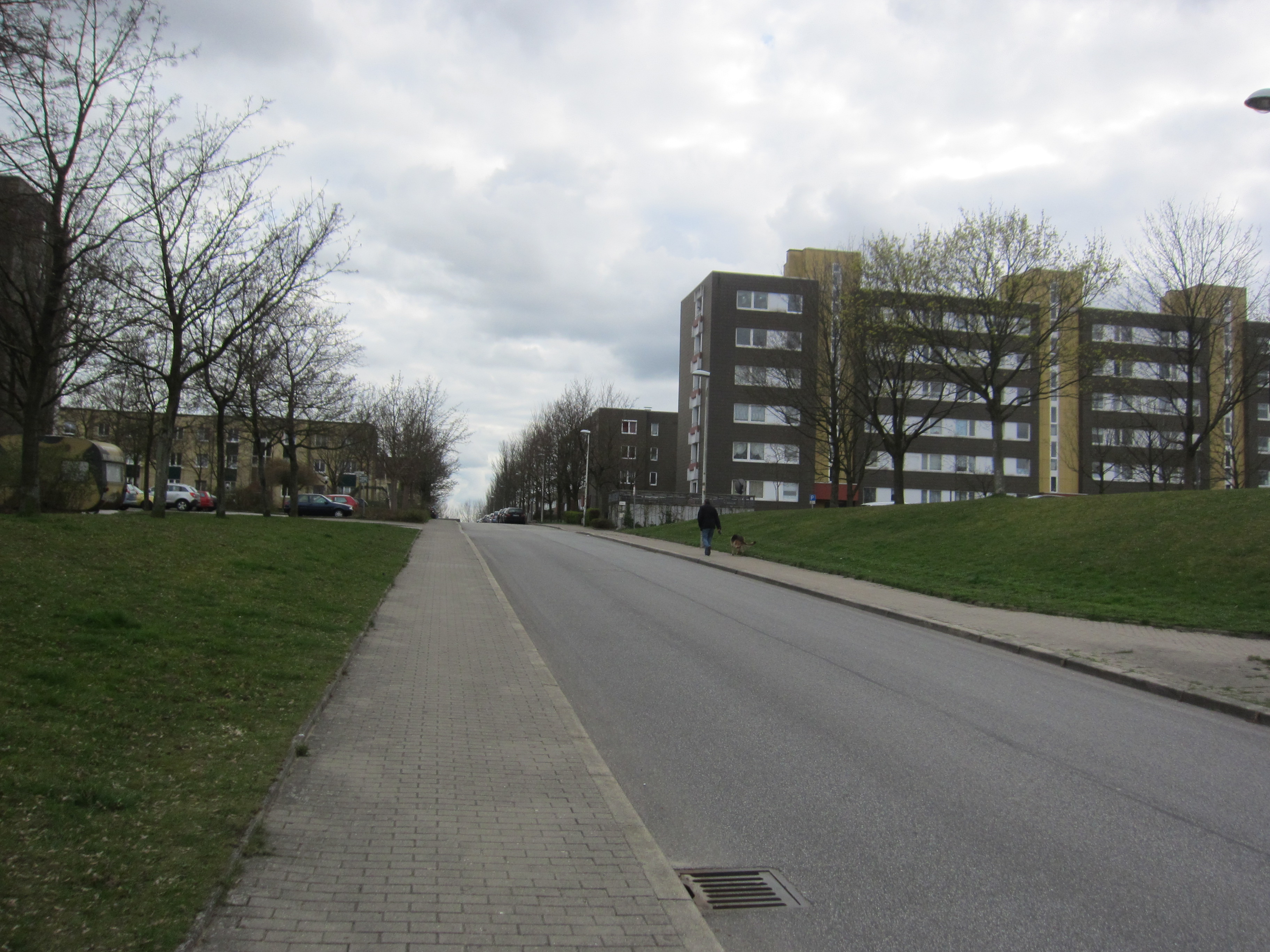
Isarweg, Krooger Kamp

Elmschenhagen grenzt an die Stadtteile Wellsee, Gaarden-Ost, Gaarden-Süd, Ellerbek und Wellingdorf sowie an die Stadt Schwentinental.

## Infrastruktur
Das Wohngebiet Elmschenhagen-Nord ist geprägt von Reihenhäusern, die ab 1939 für Angehörige der Marine und der Kieler Werften erbaut wurden. Die Straßennamen wurden hier nach den soeben an das Deutsche Reich angegliederten österreichischen Städten benannt. Die Straßen des ebenfalls ab 1939 in Elmschenhagen-Süd errichteten Wohngebietes wurden nach Städten im Sudetenland benannt. Kroog und das alte Dorf um die Maria-Magdalenen-Kirche sind vor allem von Einfamilienhäusern geprägt. In den letzten Jahren bemüht sich die Stadt Kiel, den Stadtteil erneut als Gartenstadt Elmschenhagen zu vermarkten.
Elmschenhagen verfügt über eine Stadtteilbibliothek, fünf Schulen und sechs Kirchen (davon eine Kirche in Elmschenhagen-Kroog), darunter eine katholische und eine baptistische Kirche. Die für den Stadtteil sehr große Friedhofanlage mit alten Baumbeständen (in Elmschenhagen-Süd) südöstlich der Maria-Magdalenen-Kirche hat bereichsweise Parkcharakter und dient den Bürgern ersatzweise als Stadtteilpark.
Auf dem Friedhof liegt unter anderem der frühere deutsche Torjäger Erwin Helmchen, der bis zu seinem Tod im Jahr 1981 in Elmschenhagen wohnhaft war.
Unter dem Gelände befinden sich alte Zivilbunker-Anlagen aus dem Zweiten Weltkrieg, die über Eingänge in der Nähe des alten Vorortsbahnhofs sowie südlich des Bahnstranges von den Weiden her zugänglich waren.
In Elmschenhagen-Süd befinden sich um den Bebelplatz herum kleine Einkaufsbereiche, in Elmschenhagen-Nord findet man sie um den Andreas-Hofer-Platz herum; weitere Geschäfte sind an der Bundesstraße 76 sowie im alten Elmschenhagener Dorfkern (Maria-Magdalenen-Kirche) um die Dorfstraße herum zu finden.
Als Besonderheit weist auf Grund seiner Länge der den Bereich Elmschenhagen-Nord vollständig umschließende „Tiroler Ring“ die höchsten Hausnummern Kiels auf (bis Nr. 752).

## Schulen
In Elmschenhagen gibt es fünf Schulen:
- Hermann-Löns-Schule (Grundschule und Regionalschule in Elmschenhagen-Nord)
- Matthias-Claudius-Schule (Grundschule in Elmschenhagen-Süd)
- Lilli-Martius-Schule: Grund- und Gemeinschaftsschule in Elmschenhagen-Süd, früher als Mittelschule bezeichnet und durch Zusammenlegung zweier Schulen neu konzipiert (s. u.)
- Gymnasium Elmschenhagen (Gymnasium in Elmschenhagen-Süd)

Viele Schüler besuchen ein Ganztagsgymnasium (Hans-Geiger-Gymnasium), das in Kiel-Ellerbek liegt.
Nach dem Zweiten Weltkrieg verfügte Elmschenhagen über kein Gymnasium. Die nächstliegenden Gymnasien waren in jener Zeit das Gymnasium in Kiel-Wellingdorf, das Friedrich-Schiller-Gymnasium in Preetz sowie die Max-Planck-Schule (MPS) auf dem Westufer der Kieler Förde am Winterbeker Weg.
In den 1950er Jahren wurde in Elmschenhagen-Süd auf dem sogenannten Kuhberg zunächst die Theodor-Möller-Schule, eine Grund- und Hauptschule im Pavillonstil, errichtet, sodann am Fuß des Hügels eine Realschule, die Freiherr-vom-Stein-Schule, die sich mit ihren drei langgezogenen, quer zur Straße stehenden Gebäudetrakten architektonisch an der Zeilenbebauung des umliegenden Gebietes orientiert. Erst wesentlich später entstand als Kompaktanlage das einzige Elmschenhagener Gymnasium, ebenfalls am Fuß des Kuhbergs unmittelbar östlich der Freiherr-vom-Stein-Schule gelegen. Somit verfügt Elmschenhagen nunmehr über eine Art Schulzentrum, das die drei bis dahin entwickelten Schultypen Grund- und Hauptschule, Realschule und Gymnasium mit einem weiten, ländlichen Einzugsbereich umfasst.
2010 wurde die Theodor-Möller-Schule mit der Freiherr-vom-Stein-Schule zu einer Gemeinschaftsschule zusammengelegt, die im Februar 2011 in Lilli-Martius-Schule umbenannt wurde.

## Kirchen
In Elmschenhagen gibt es sechs Kirchen:
- Maria-Magdalenen-Kirche (Ev.-Luth.) in Elmschenhagen-Süd
- Weinbergkirche (Ev.-Luth.) in Elmschenhagen-Nord
- Stephanus-Kirche (Ev.-Luth.) in Kroog
- Heilig Kreuz (Röm.-Kath.) in Elmschenhagen-Süd
- Baptistische Kirche in Elmschenhagen-Süd
- Selbständige Evangelisch-Lutherische Immanuelgemeinde (SELK) in Elmschenhagen-Nord

Die evangelisch-lutherischen Kirchen sind Teil der Evangelisch-Lutherischen Trinitatisgemeinde Kiel, welche auch die benachbarten Stadtteile Wellsee und Rönne mit einschließt.
Die römisch-katholische Gemeinde gehört seit 2014 zur Pfarrei Franz von Assisi im pastoralen Raum Kiel. Zur Gemeinde gehören Elmschenhagen, Wellsee und in Richtung Süden entlang der B-404 die Ortschaften bis einschließlich Warnau.
Eine Gemeinde der Neuapostolischen Kirche (Kirchengebäude in Elmschenhagen-Nord) wurde im Jahr 2010 geschlossen.

## Persönlichkeiten
- Karl Hass (1912–2004), SS-Sturmbannführer und verurteilter Kriegsverbrecher
- Andreas Köpke (* 1962), ehemaliger Fußballtorwart und von 2004 bis 2021 Torwarttrainer beim DFB
- Torben Hoffmann (* 1974), Fußballspieler

## Bilder

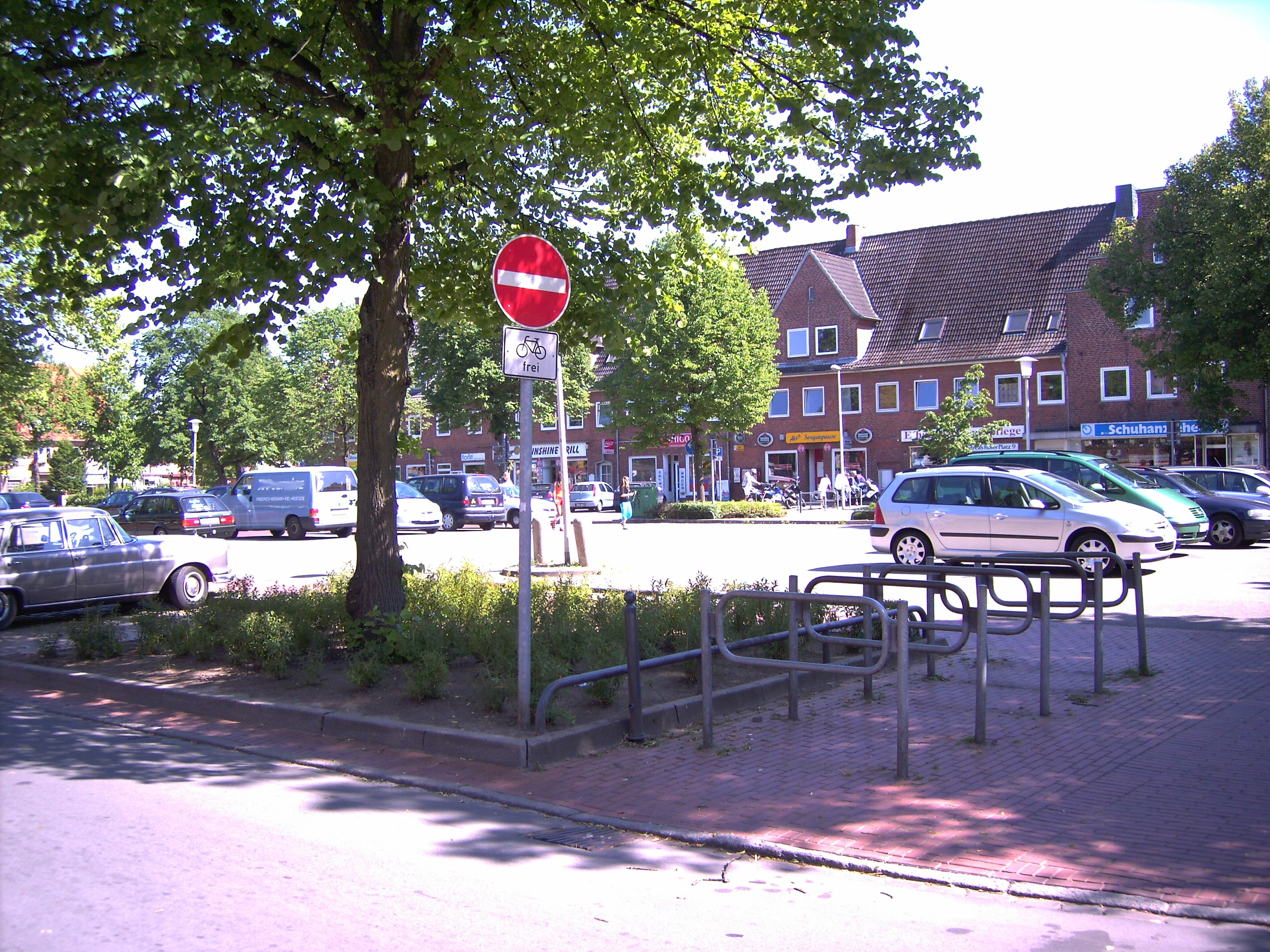
Andreas-Hofer-Platz (Wochenmarkt und Parkplatz) mit Geschäften des Einzelhandels, E.-Nord (Aufnahme Juni 2008)
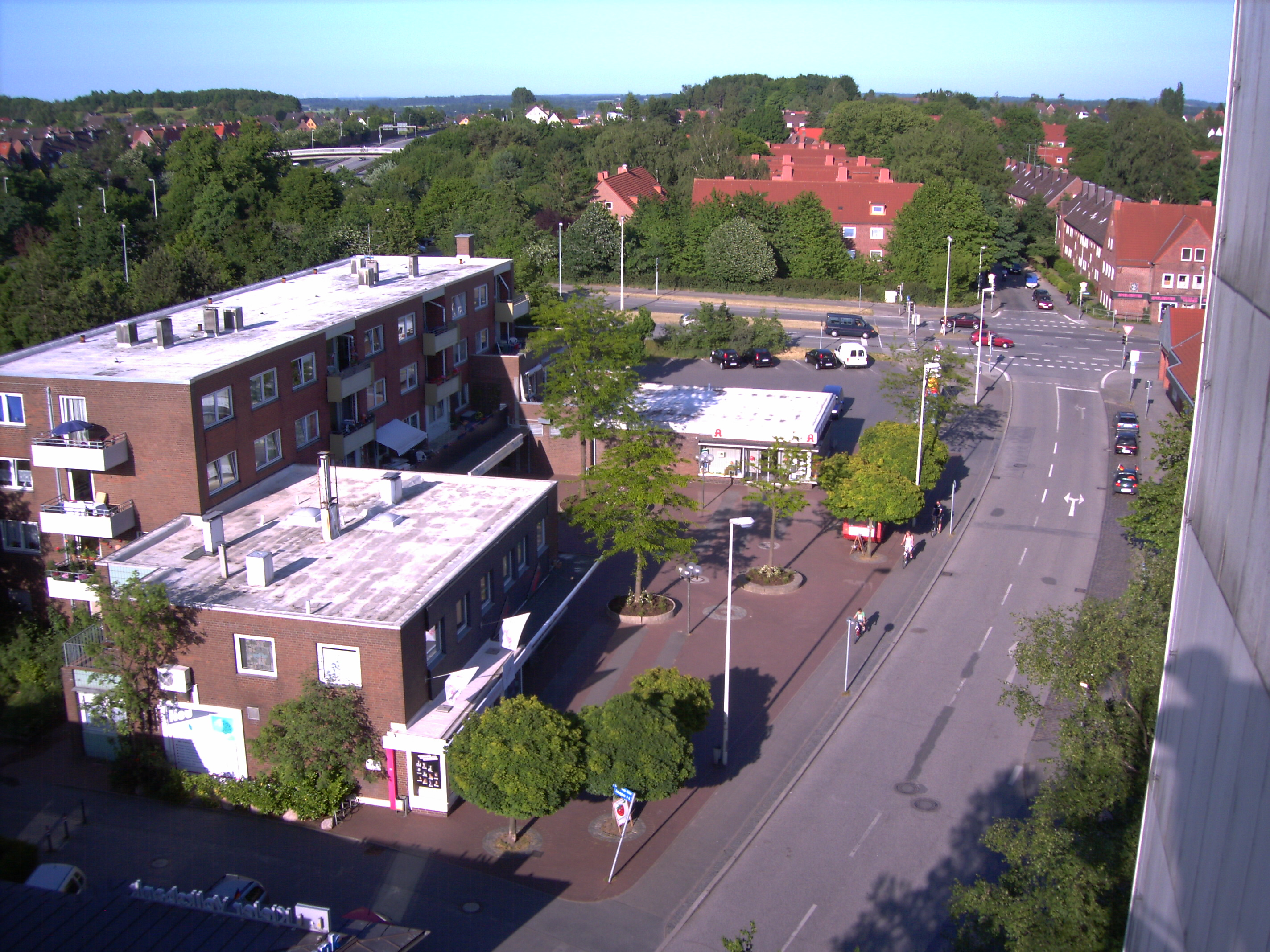
Bebelplatz mit Geschäften des Einzelhandels, E.-Süd; rechts außerhalb des Bildes befindet sich die Stadtteilbibliothek Elmschenhagen; links oben im Bild führt die B 76 in östlicher Richtung in die Holsteinische Schweiz (Aufnahme Juni 2008).
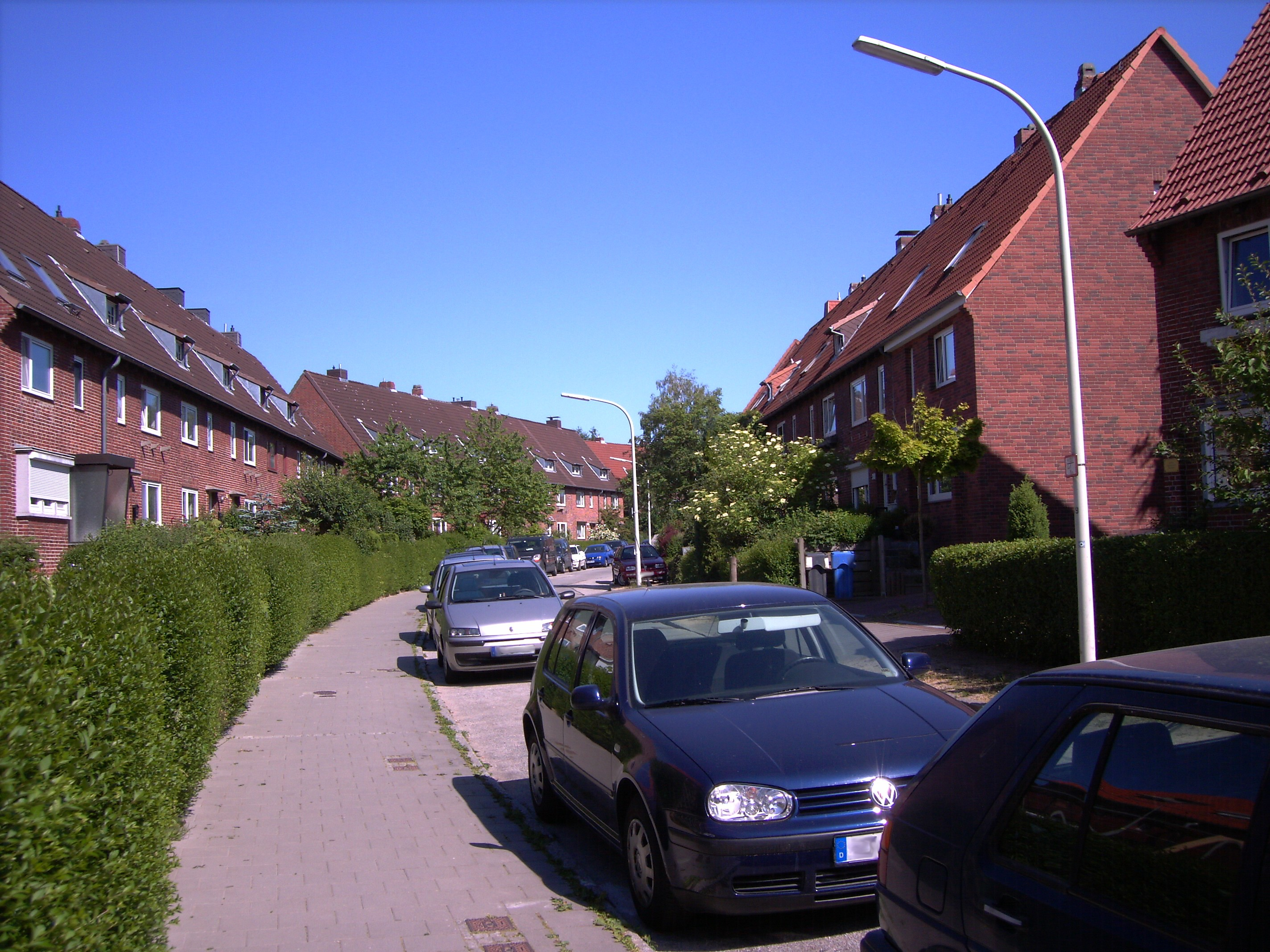
Tiroler Ring, E.-Nord, im T. R. sind die höchsten Hausnummern in ganz Kiel zu finden (bis 752) (Aufnahme Juni 2008).
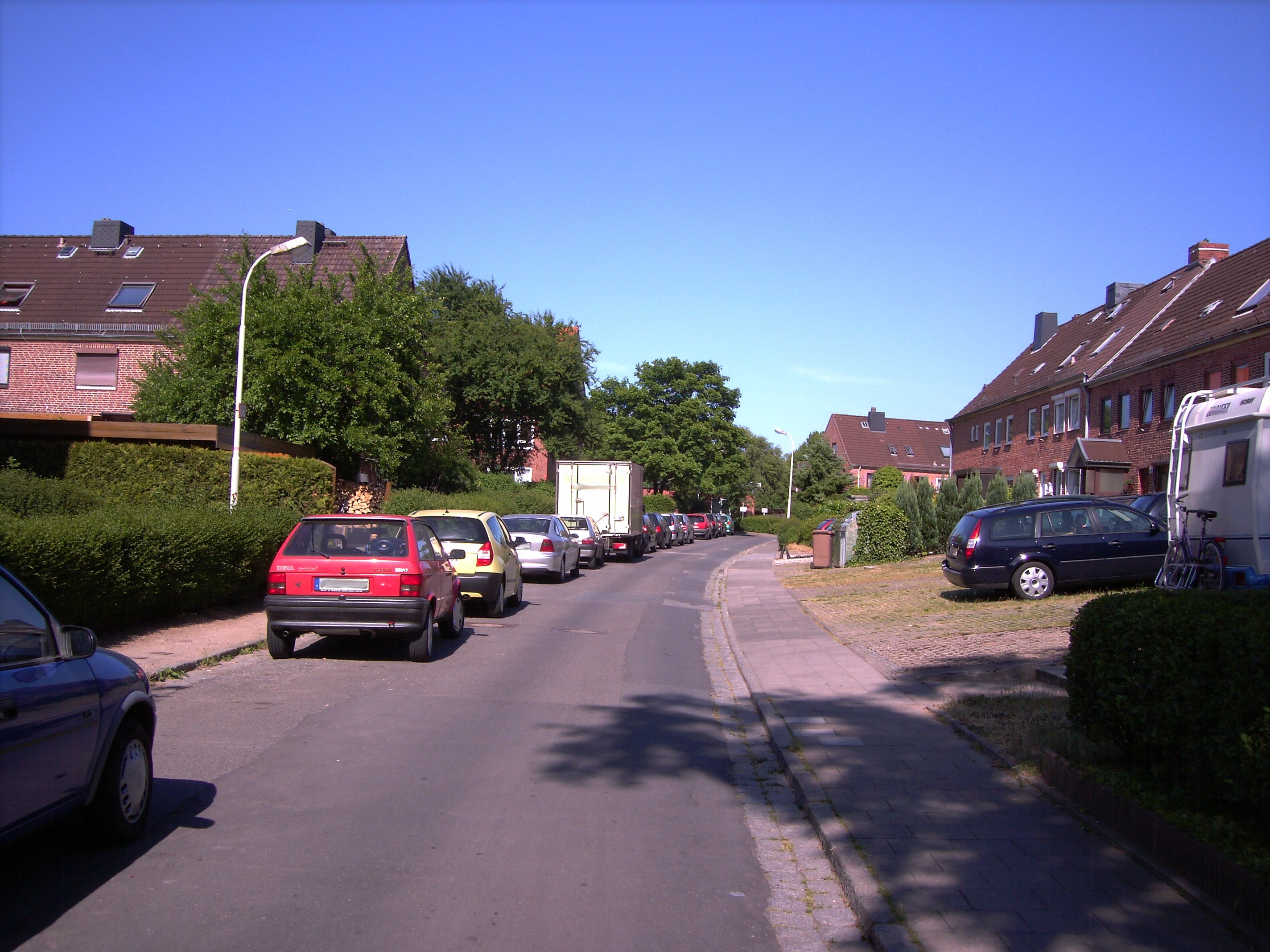
Nördlicher Abschnitt der Karlsbader Straße, E.-Süd (Aufnahme Juni 2008)
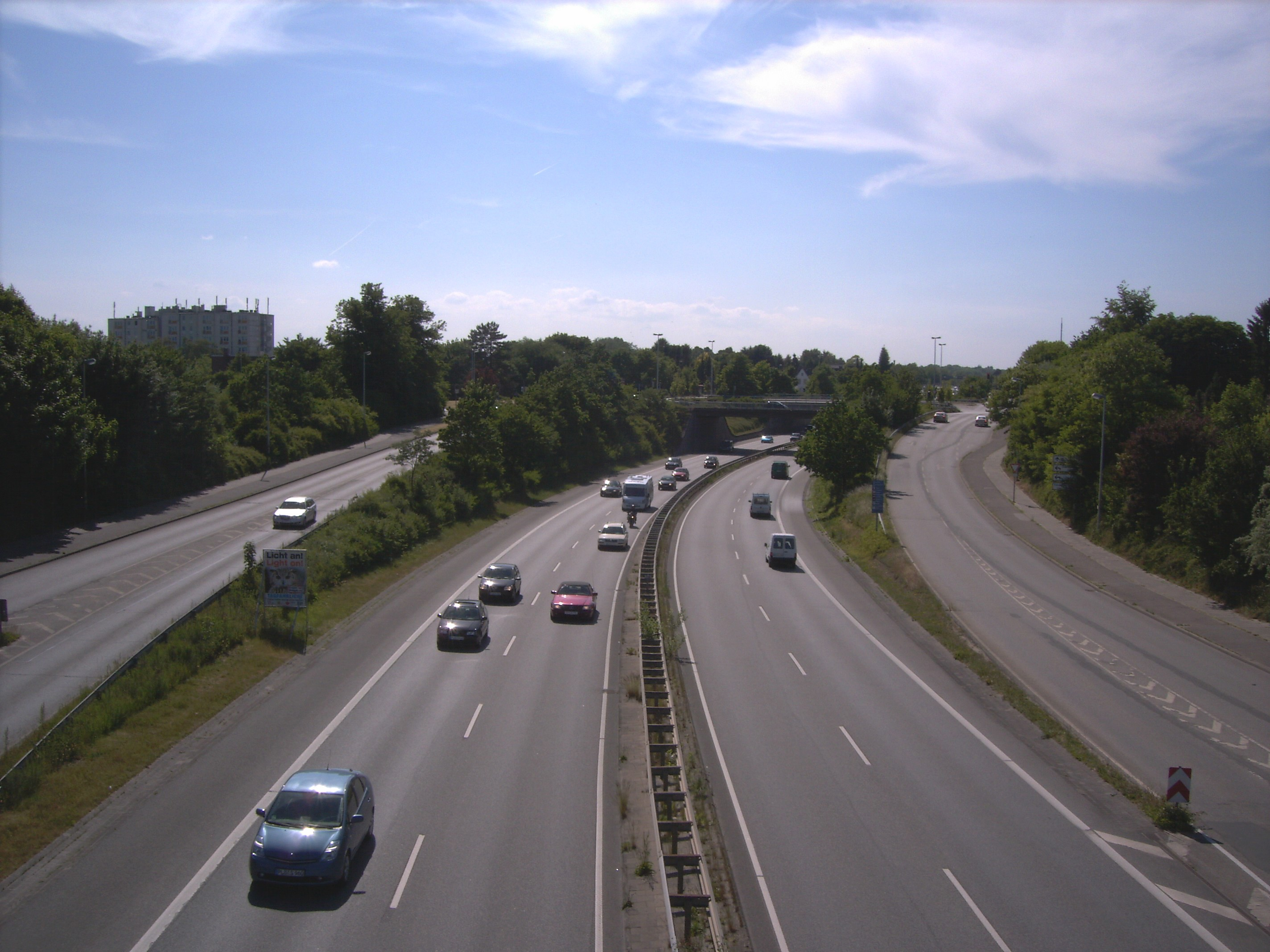
Die Preetzer Chaussee, ehemals beidseitig baumbestandene, zweispurige Allee, teilt als Bundesstraße 76 (B76) Elmschenhagen in E.-Nord (rechts) und E.-Süd (links); Blick nach Westen zum „Elmschenhagener Kreisel“ Richtung Kiel (Aufnahme Juni 2008).
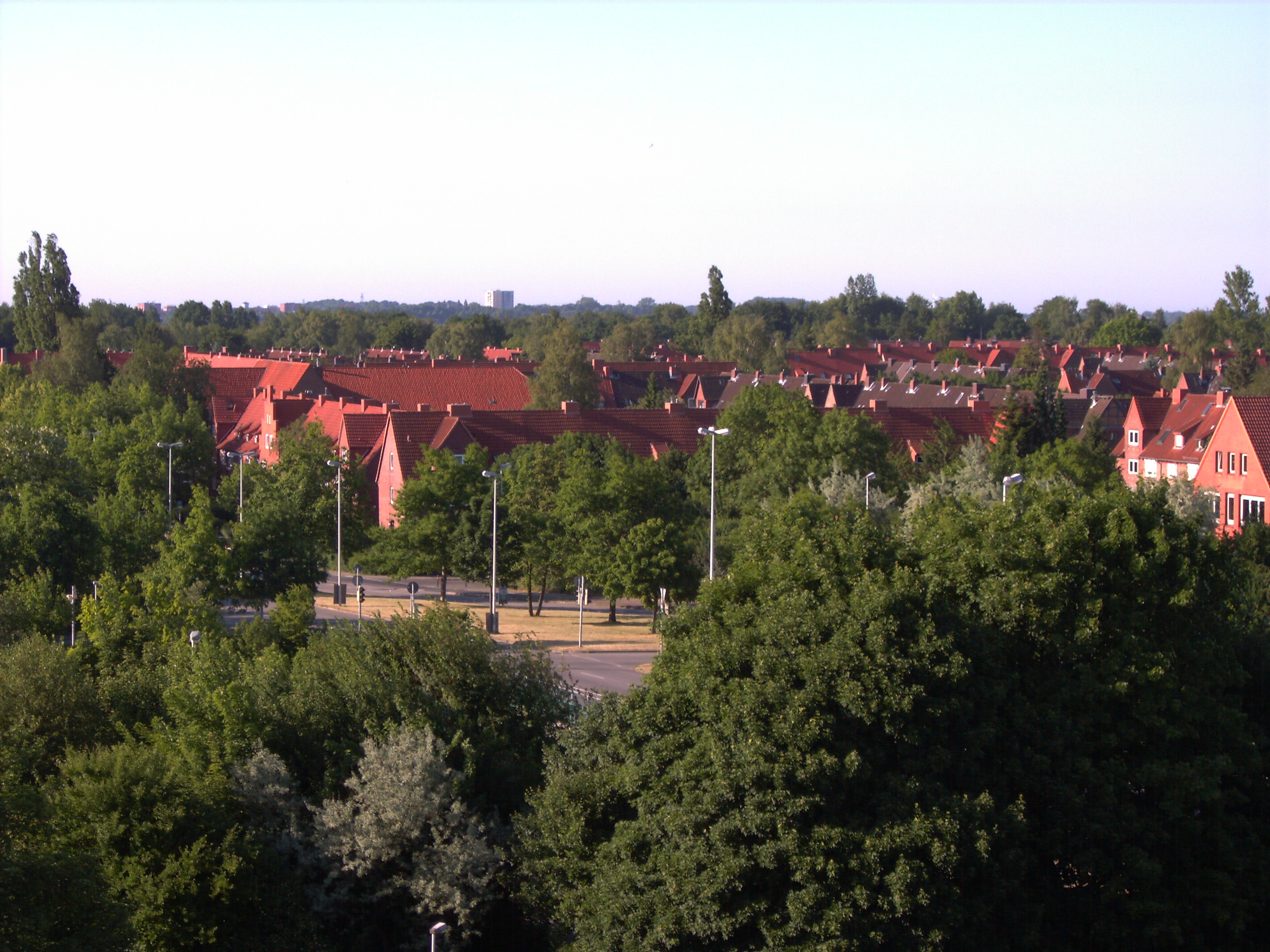
Blick von Elmschenhagen-Süd nach E.-Nord über den „Elmschenhagener Kreisel“: hinter den Bäumen die „Preetzer Chaussee“ (B76), nach links Richtung Kiel, nach rechts Richtung Preetz; am Horizont der Tele-Aufnahme sind das Y-Wohn-Hochhaus sowie links davon der Wasserturm des Kieler Ostufer-Stadtteiles Dietrichsdorf zu erkennen (Aufnahme Juni 2008).
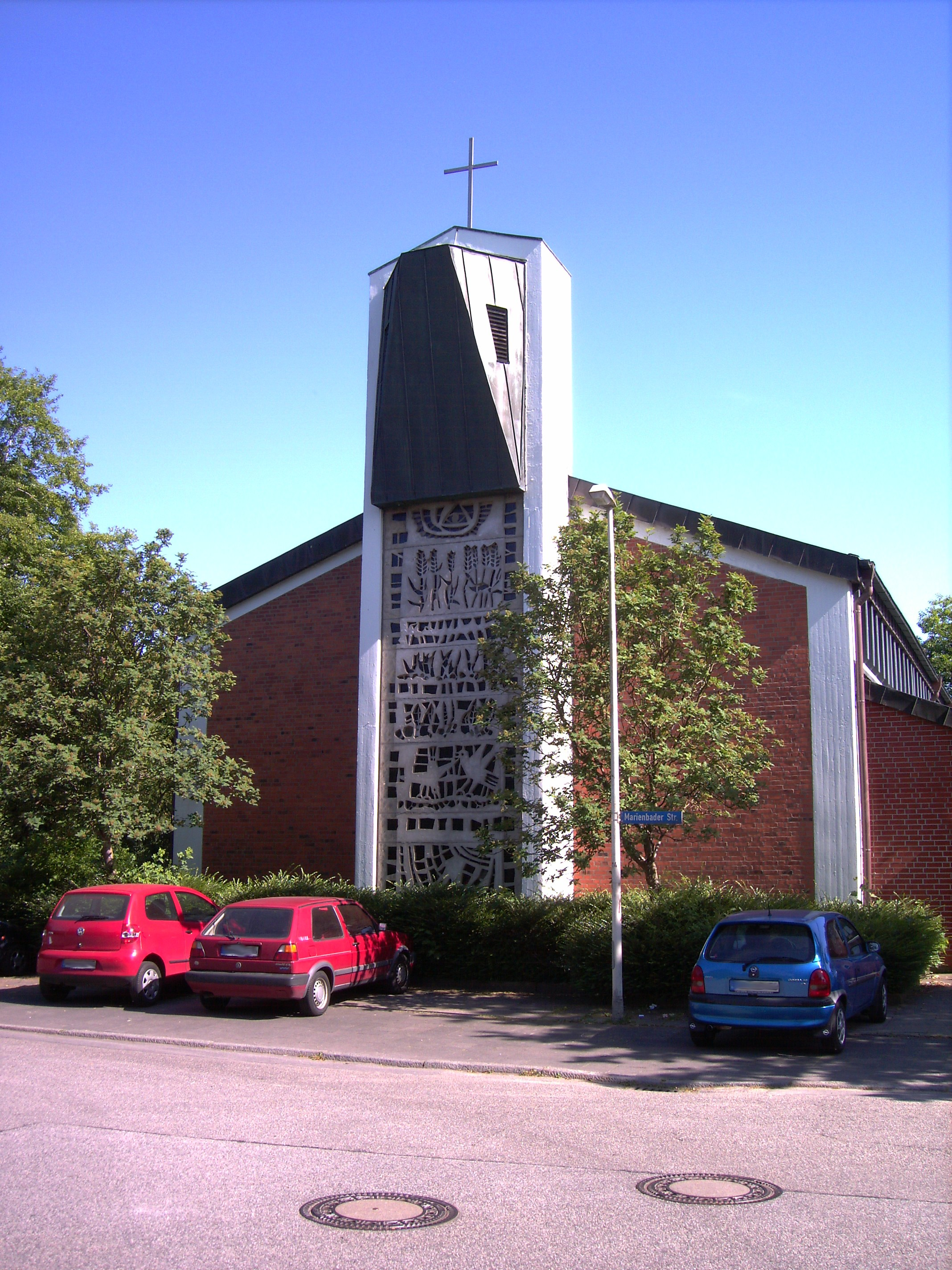
Katholische Kirche „Heilig Kreuz“ in E.-Süd am Südost-Ende der Troppauer Straße, Nordwest-Ansicht; nordöstlich der Kirche schließt das „Schulzentrum Elmschenhagen“ an (Aufnahme Juni 2008).
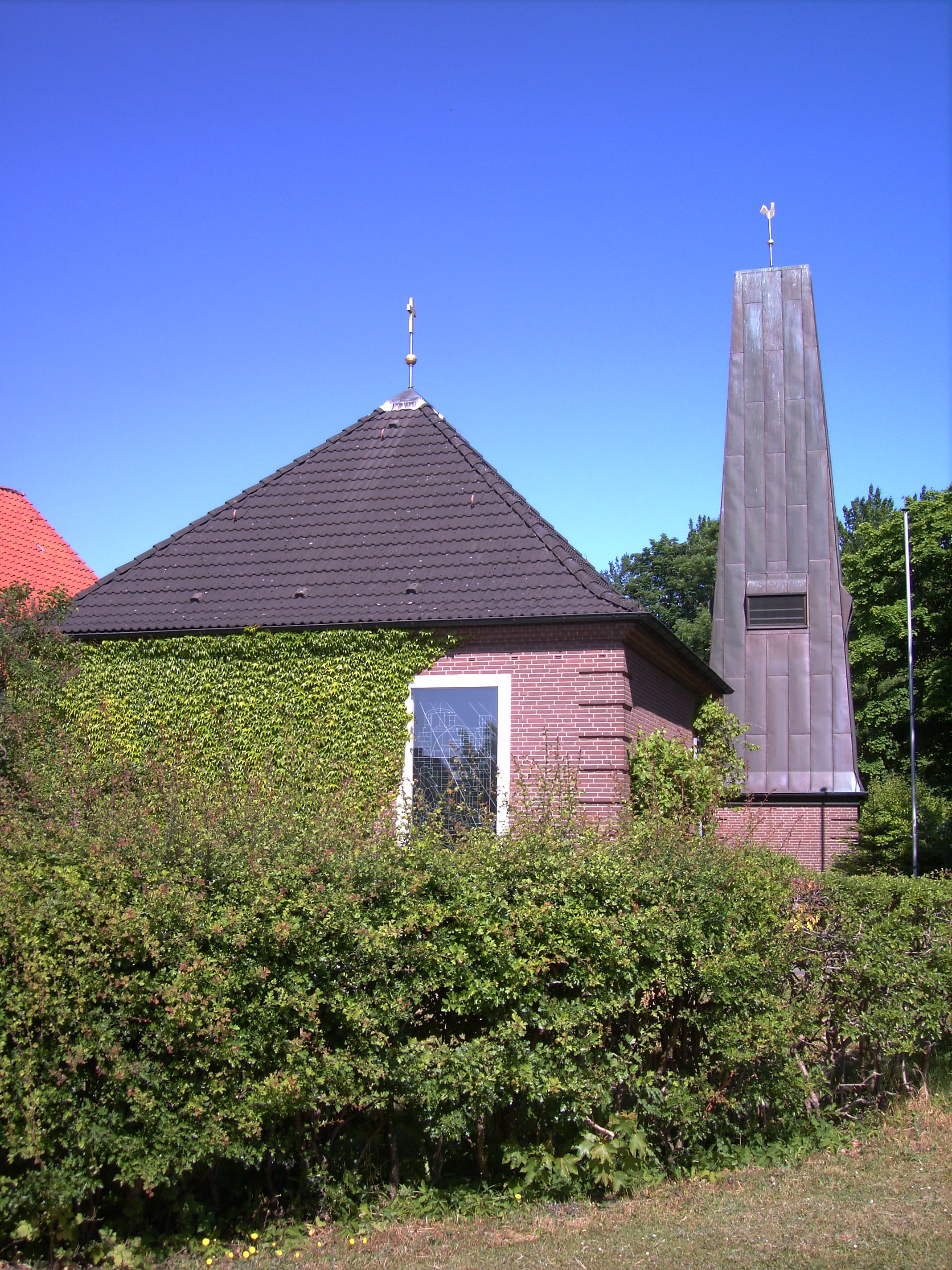
Weinbergkirche (evangelisch) in E.-Nord (Aufnahme Juni 2008)
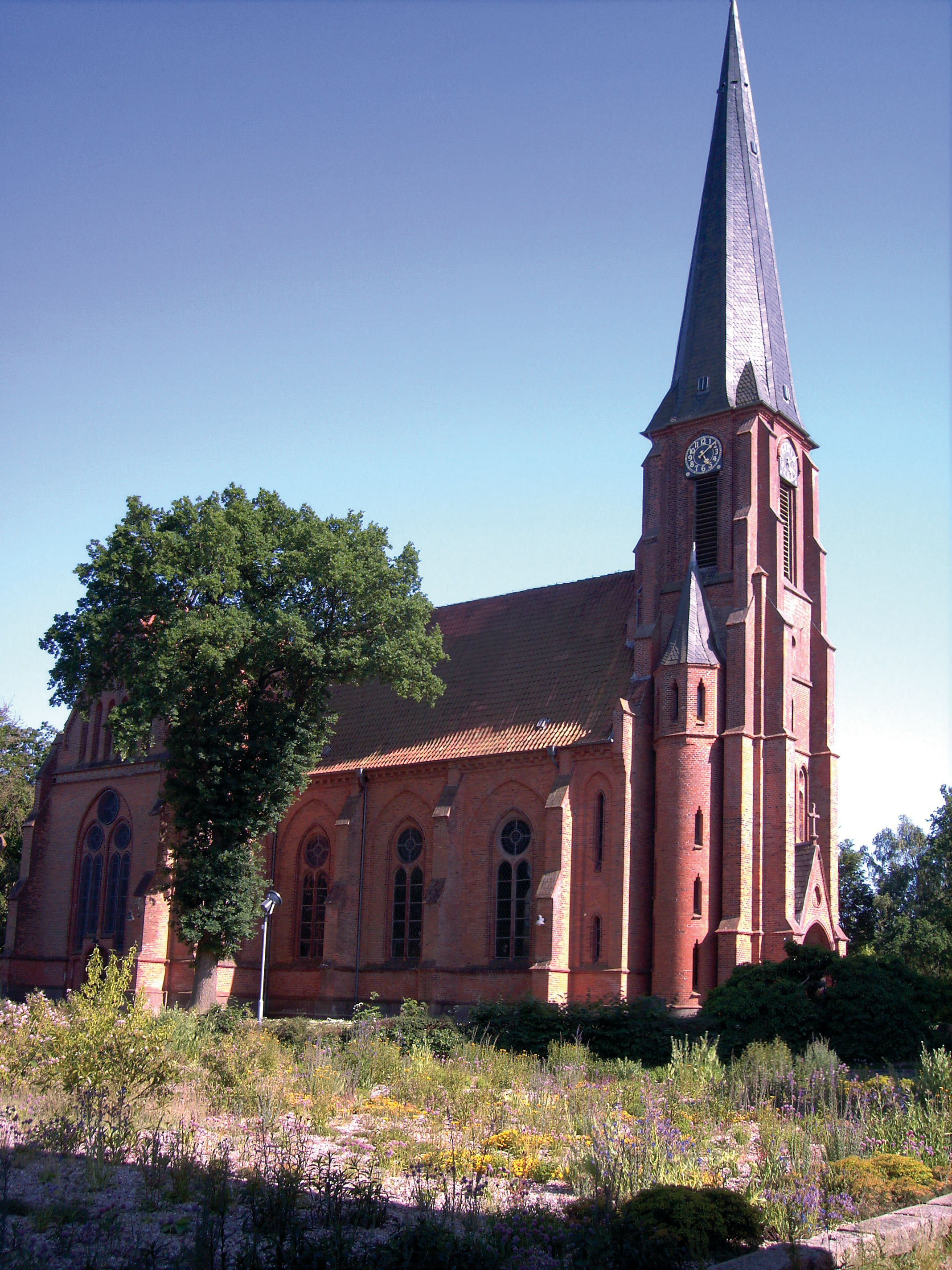
Die neugotische Maria-Magdalenen-Kirche (evangelisch) in E.-Süd im alten Dorfkern. Der versteppte Platz im Vordergrund ist die Verfüllung des ehemaligen Dorfteiches aus den 1950er/1960er Jahren, der damals auch als Löschwasserteich diente (Aufnahme Juni 2008).
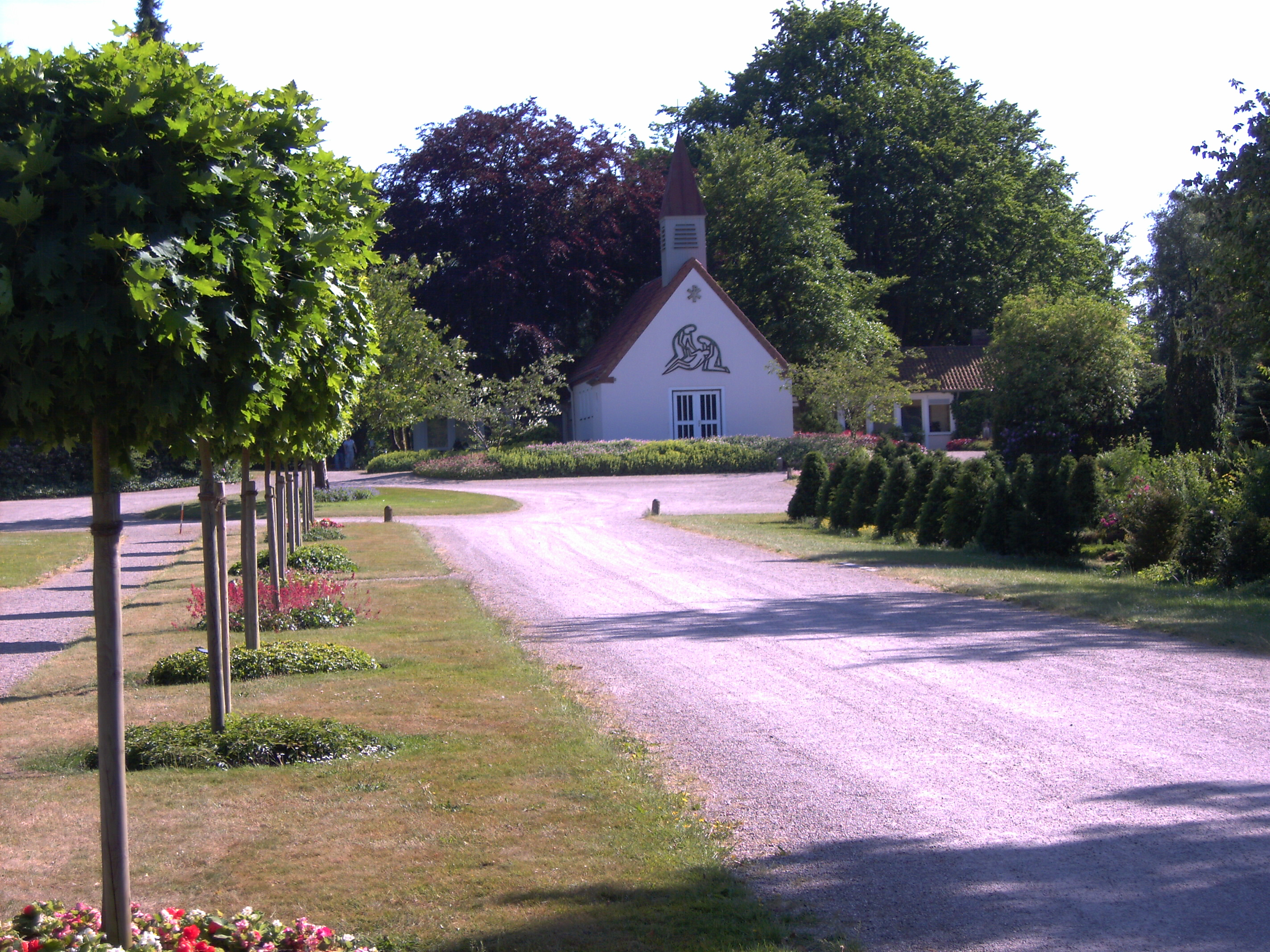
Friedhofskapelle Elmschenhagen, Blick vom Friedhofseingang Richtung Südwesten (Aufnahme Juni 2008)
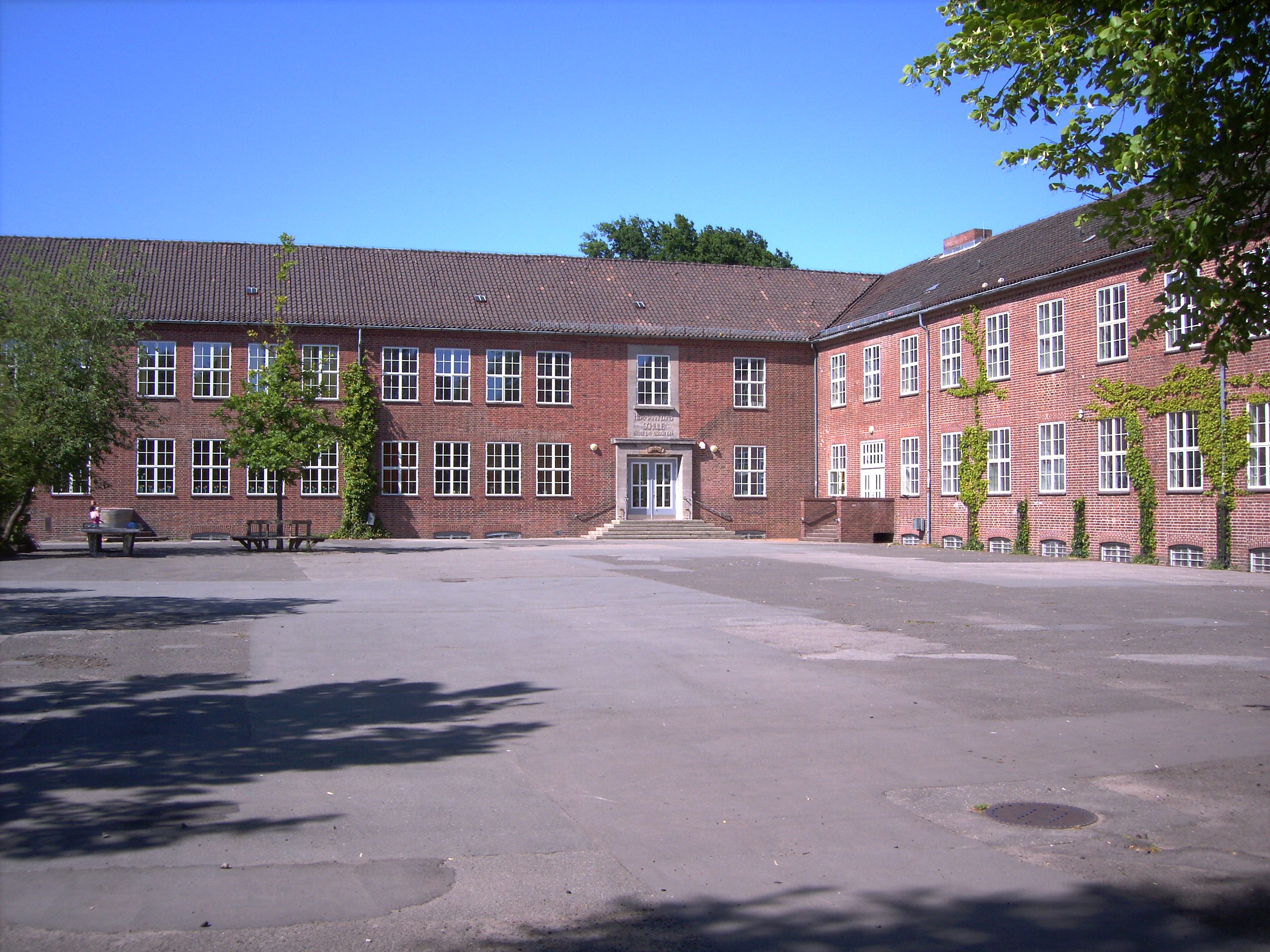
Hermann-Löns-Schule, Grund- und Hauptschule in E.-Nord (Aufnahme Juni 2008)
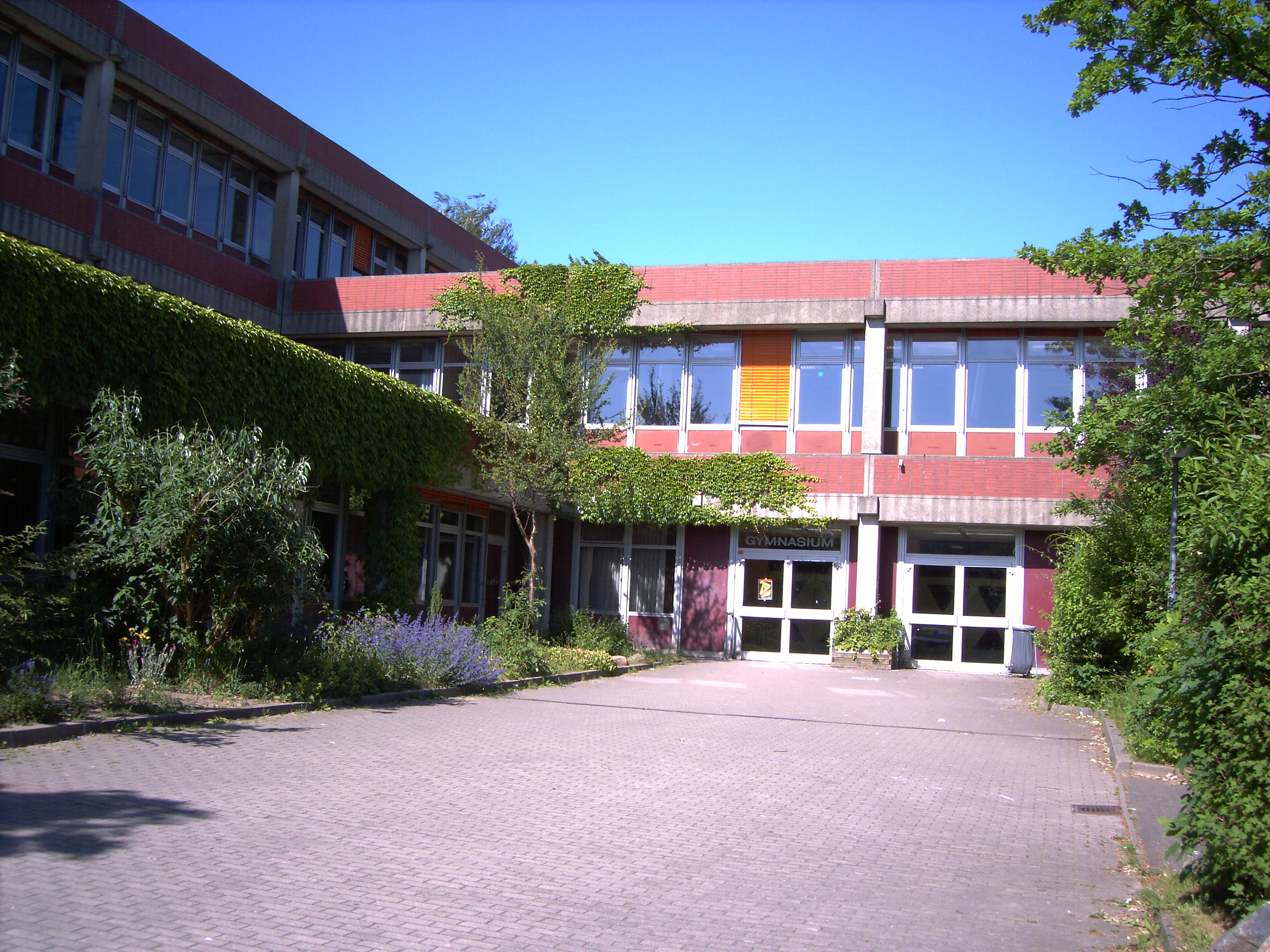
Das Gymnasium Elmschenhagen am Fuße des Kuhberges (in E.-Süd) ist Teil des dort entstandenen Schulzentrums Elmschenhagen in unmittelbarer Nachbarschaft der Kirche „Heilig Kreuz“ (Aufnahme Juni 2008).
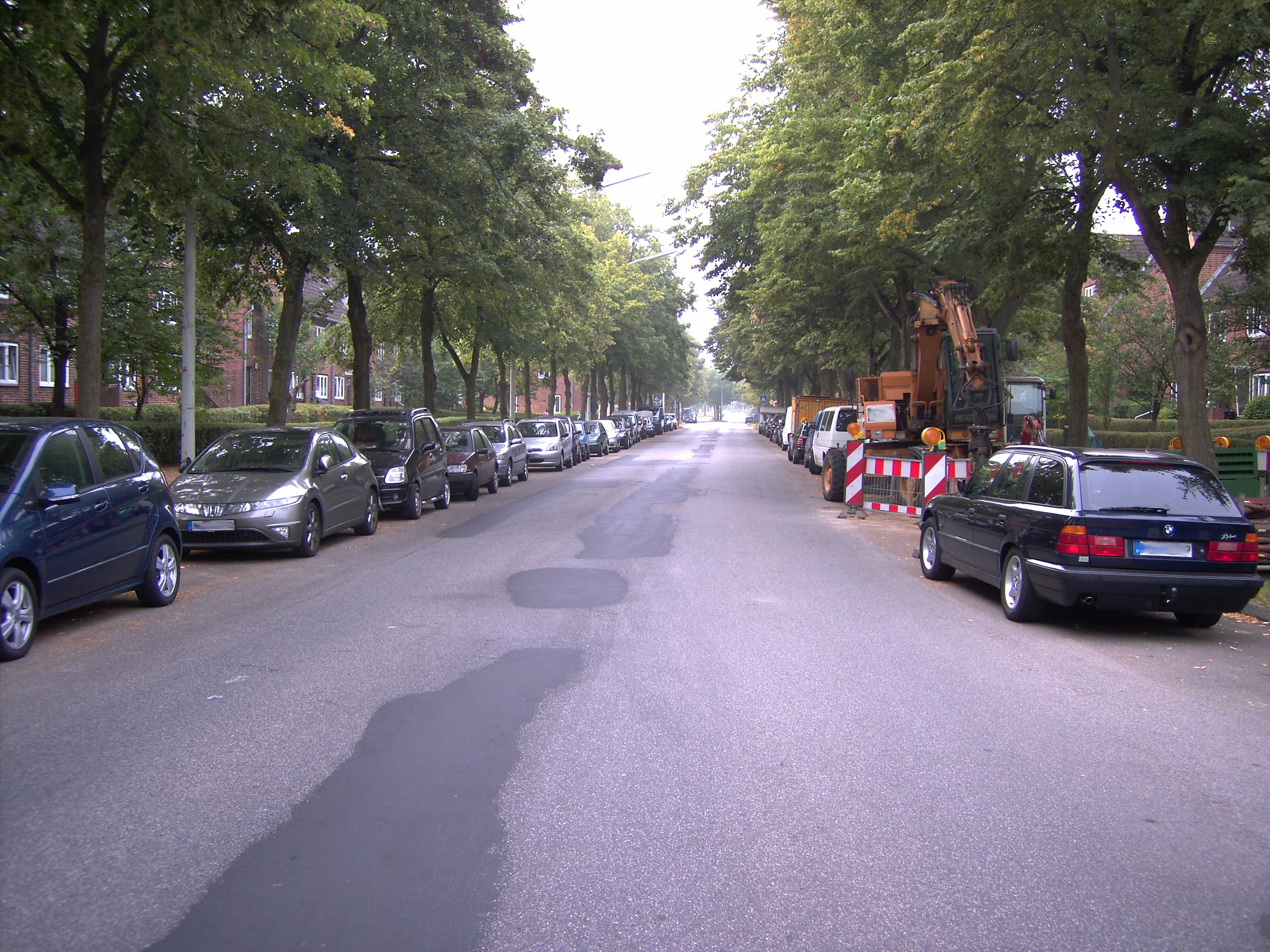
Die Wiener Allee (fotografiert in Richtung Süden) ist die Hauptstraße durch E.-Nord, im Bild hinten rechts (hinter dem Fußgängerüberweg) beginnt der Andreas-Hofer-Platz (Aufnahme August 2009).
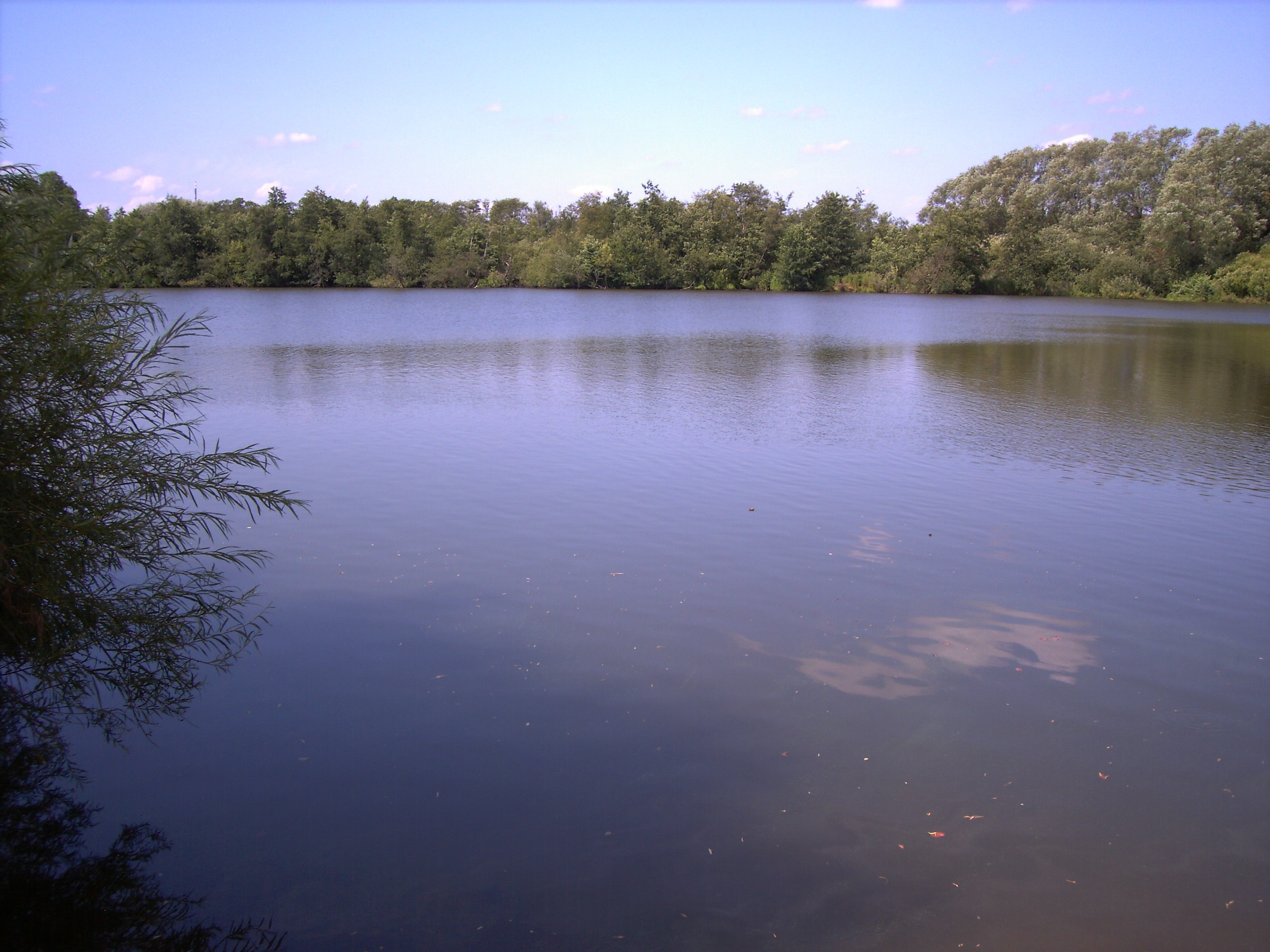
Der an Elmschenhagen angrenzende Tröndelsee, fotografiert in Richtung Westen, links im Bild ist noch die Spitze des Kieler Fernmeldeturms zu erkennen (Aufnahme August 2009)